# Alex Eke
Alexander Frederick Eke, detto Alex (Westminster, 9 ottobre 1912 – Brent, 28 gennaio 2004), è stato un cestista britannico.

## Carriera
Ha disputato le olimpiadi del 1948, a Londra, giocando quattro partite.